# Аблу
Аблу (фр. Abloux) је река у Француској. Дуга је 50 km. Улива се у Англен. 